# Aron Scheftelewitsch Gurstein

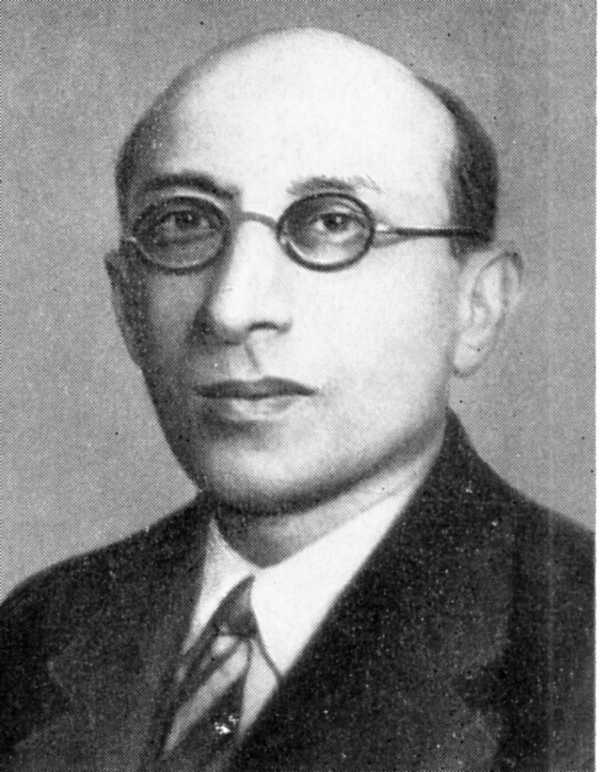
Aron Gurstein (vor 1941)

Aron Scheftelewitsch Gurstein (russisch Арон Шефтелевич Гурштейн; * 20. Septemberjul. / 2. Oktober 1895greg. in Krolewez; † 1941) war ein russischer/sowjetischer Schriftsteller, Literaturwissenschaftler und Literaturkritiker, der Jiddisch schrieb.

## Leben
Gursteins Vater war der Angestellte einer Speditionsgesellschaft Scheftel Moissejewitsch Gurstein. Während Gursteins Jugend zog die Familie berufsbedingt häufig um, so dass Gurstein in Nikopol, Kachowka, Jelisawetgrad, Grodno und Proskurow aufwuchs. Als Sechzehnjähriger veröffentlichte er sein erstes Gedicht in einer Zeitung. Erzählungen und weitere Gedichte folgten, und 1913 veröffentlichte er sein erstes jiddisches Gedicht. Den Gymnasiumsbesuch schloss er 1913 in Wilna ab. 1916 begann er das Studium an der Orientalistik-Fakultät der Universität Petrograd. Dort studierte er hebräische Literatur.
Während der Oktoberrevolution befand sich Gurstein in Nikopol, worauf er das Studium aufgab. Als die Sowjetmacht sich auch in Nikopol etablierte, begeisterte er sich für kulturpolitische und organisatorische Arbeit. Er trat mit Vorträgen hervor und arbeitete in den örtlichen Zeitungen und den Volksbildungsorganen mit. Im Mai 1920 trat er als Freiwilliger in die Rote Armee ein. Wegen starker Kurzsichtigkeit wurde er vom Militärdienst freigestellt und in den Brigadestab und dann in den Stab der 6. Armee geschickt, wo er für die Armeepresse die Blättchen eines Freiwilligen schrieb.
Als er im Juni 1921 demobilisiert wurde, setzte er seine Ausbildung in Moskau fort. An dem neuen Institut für Orientalistik, das aus dem Lasarew-Institut und anderen Moskauer Bildungseinrichtungen für Orientalistik gebildet worden war, studierte er in der arabischen Abteilung. Gleichzeitig arbeitete er im Volkskommissariat für Nationalitätenfragen. Dazu entwickelte sich seine Schriftstellertätigkeit. 1924 begann er Material für eine jüdische Literaturgeschichte zu sammeln. 1924 erschien in einer Ausgabe des Minsker Instituts für belarussische Kultur Gursteins große Arbeit über Jizchok Leib Perez. 1925 veröffentlichte er einen Aufsatz über den bedeutenden jüdischen Satiriker Izchak Ioel Linezki (1839–1915) des 19. Jahrhunderts. In dieser Zeit der Neuen Ökonomischen Politik (NEP) bewertete er die Kunst eher ästhetisch als klassenpolitisch, wie sein jiddisches Pamphlet Wegn unser kritik zeigte. Nach dem Studienabschluss im Herbst 1926 wurde er in die Aspirantur des Instituts für Sprache und Literatur bei der Russischen Assoziation der Forschungsinstitute für Gesellschaftswissenschaften (RANION) aufgenommen. Er spezialisierte sich auf die Literaturgeschichte des 19. Jahrhunderts und arbeitete bei der RANION an Theorie-Problemen der Literaturwissenschaft. Nach drei Jahren und vor der Auflösung der RANION schloss er die Aspirantur ab. Er war dann Dozent für jüdische Literatur der 2. Universität Moskau, die 1918 Anatoli Wassiljewitsch Lunatscharski aus Wladimir Iwanowitsch Guerriers Höheren Kursen für Frauen gebildet hatte.
1931 wurde Gurstein Professor für jüdische Literaturgeschichte an dem Pädagogischen Institut Kiew und am Pädagogischen Institut Odessa. Er gab die jiddischen Werke Mendele Moicher Sforims heraus und erstellte die Bibliografieder Werke von Jizchok Leib Perez. Gurstein schrieb über Probleme der jüdischen Literatur des 19. Jahrhunderts und über die Werke Scholem Alejchems, David Bergelsons, Der Nisters, Schmuel Halkins und anderer. In dem jiddischen Sammelband Problemes fun kritik hielt Gurstein 1933 den Sozialistischen Realismus für die allein zulässige Methode in der Literatur. 1934 wurde er Mitglied des neuen Schriftstellerverbands der UdSSR.
1935/36 arbeitete Gurstein in der Abteilung für Kritik und Bibliografie der Prawda und schrieb Artikel über moderne Literatur und neue Bücher sowjetischer Schriftsteller, darunter Wsewolod Wjatscheslawowitsch Iwanow, Walentin Petrowitsch Katajew, Michail Michailowitsch Soschtschenko (Das Himmelblaubuch (Голубая книга, 1935)), Wassili Semjonowitsch Grossman, W. Awdejew, Wladimir Wladimirowitsch Majakowski und Maxim Gorki. Als einziger sowjetischer Literaturwissenschaftler half Gurstein dem jüdischen Philologen Salman Reisen bei der Arbeit an dem vierbändigen Lexikon der jüdischen Literatur. Gursteins Artikel über Georgi Walentinowitsch Plechanow, Wladimir Michailowitsch Schuljatikow, über die Werke russischer und jüdischer Klassiker, über sowjetische Schriftsteller und zur Literaturtheorie und -geschichte wurden in die Große Sowjetische Enzyklopädie und andere Nachschlagewerke aufgenommen.
Nach Beginn des Deutsch-Sowjetischen Krieges trat Gurstein sofort mit vielen anderen Schriftstellern in die Volksopoltschenije ein und begann am 6. Juli 1941 den Marsch an die Front zusammen mit Sulfar Chismatullin. Im Herbst 1941 fand Gurstein vor Moskau den Tod.
Gurshteins zweite Frau war die Journalistin Jelena Wassiljewna geborene Resnikowa (1907–1992).
Gursteins Sohn ist der Astronom Alexander Aronowitsch Gurstein.